# Carex sellowiana
Carex sellowiana là một loài thực vật có hoa trong họ Cói. Loài này được Schltdl. mô tả khoa học đầu tiên năm 1836.